# Alambari (Georgia)
Alambari (en georgiano: ალამბარი) es un pueblo de Georgia ubicado en el noroeste de la República Autónoma de Ayaria, siendo parte del municipio de Kobuleti. 

## Geografía
Alambari se encuentra en el lado izquierdo del río Achgvi, a 14 kilómetros de Kobuleti. 

## Historia
En los siglos XV-XVI, Alambari fue el centro del principado de Guria y la residencia del príncipe. Según Vajushti de Kartli, los gurianos tenían un palacio aquí. Desde mediados del siglo XVII hasta los años 70 del siglo XVIII, dicho castillo fue propiedad de la familia Tavdguiridze.
Durante el período soviético, se desarrolló el cultivo de té y cítricos.

## Demografía
La evolución demográfica de Alambari entre 1908 y 2014 fue la siguiente:
| 315                                             | 2325 | 1837 |
| (Fuente: Population of Georgia in Soviet times) |      |      |

Según el último censo del año 2014, el pueblo tenía un 99,6% de georgianos y un 0,03% de rusos.

## Infraestructura

### Transporte
En una montaña se encuentran las ruinas del castillo de Mamuka, llamado así en honor a Mamuka Tavdguiridze. El castillo fue destruido durante el terremoto de 1959; solo ha sobrevivido el muro sureste, cuya altura alcanza los tres metros.
Había una iglesia que lleva el nombre de San Jorge en el pueblo, pero ya en 1891, Zakaria Chichinadze la encontró en ruinas.